# Fürstenfeld (Lied)
Fürstenfeld ist ein Lied der österreichischen Musikgruppe S.T.S. aus dem Jahr 1984. Es erschien erstmals als fünfter Titel auf dem zweiten Album Überdosis G’fühl und hat eine Länge von 5 Minuten und 22 Sekunden.
Es stieg am 1. August 1984 in die österreichischen Charts ein und hielt sich 14 Wochen, wovon 6 Wochen in Folge Platz 1 waren.

## Hintergrund
Wegen schlechter Verkaufszahlen überlegte die Gruppe Anfang 1984, sich zum Jahresende aufzulösen. Die Plattenfirma Amadeo hatte in dieser Zeit Demobänder der Band gehört und war von ihnen überzeugt, weshalb sie sich entschloss, die LP Überdosis G’fühl zu finanzieren. Ursprünglich sollten nur zehn Titel auf dem Album sein, doch die Plattenfirma war der Meinung, dass noch für ein Lied Platz sei. Genau dieses zusätzliche Lied wurde Fürstenfeld. Mit dem Album und dem Lied gelang ihnen dann doch noch der endgültige Durchbruch.
Das Originallied With a Little Help wurde 1982 vom oststeirischen Musiker Josef Jandrisits komponiert. Es wurde dann, mit Genehmigung von Jandrisits, von Schiffkowitz überarbeitet und mit einem neuen Text im steirischen Dialekt versehen.
Musikalisch unterscheidet sich Fürstenfeld von anderen S.T.S.-Liedern dadurch, dass es deutliche Anleihen an der volkstümlichen Musik hat, so werden neben Akustikgitarre, E-Bass und Schlagzeug auch Mundharmonika, steirische Harmonika und Tuba verwendet.
In der ZDF-Hitparade vom Oktober 1984 gab Dieter Thomas Heck die Absage von STS mit seiner Erläuterung bekannt, dass die Band ihren Titel Fürstenfeld nicht für repräsentativ für ihre Musik hielte.
Mit Fürstenfeld wurde 1984 der erste echte „Wiesnhit“ auf dem Münchner Oktoberfest geboren. Bis heute befindet sich das Stück im Repertoire zahlreicher Partykapellen und gilt als ein Evergreen auf den Volksfesten der Nation.

## Handlung
Das Lied handelt von einem steirischen Musiker in der großen Stadt Wien. Er dachte, dass er in Wien mit seiner Musik groß rauskommen und es auf das Titelblatt des Rennbahn-Express schaffen würde, doch sein Traum ist wie eine Seifenblase zerplatzt und er hatte nichts mehr außer ein paar Schilling. Als Straßenmusiker in der Kärntner Straße versucht er nun, genug Geld zu bekommen, um bloß wieder zurück in seine Heimat Fürstenfeld zu kommen, da er von der großen Welt genug hat.
Nach seiner Aussage im Lied hat Wien ihn gar nicht verdient, weshalb er fortan höchstens noch in den Orten Graz, Sinabelkirchen und Stinatz spielen wird. In den einzelnen Strophen wird auch über Wien und die Wiener Szene hergezogen. In Folge des FPÖ-Sieges bei der steirischen Landtagswahl 2024, insbesondere des starken Abschneidens der Partei in seiner Heimatgemeinde, gab Schiffkowitz an, den Titel künftig nur noch ohne Sinabelkirchen vortragen zu wollen.

## Video
Das Video und das Lied bestehen aus zwei Teilen. Der erste Teil dauert ca. 1 Minute und 30 Sekunden und zeigt die Gruppe ohne Instrumentalbegleitung auf einem Dach in Wien über den Musiker singen. Der zweite Teil zeigt den Musiker selbst, der in Wien um Spenden singt. Er geht mit seinem Gitarrenkoffer über den Vorplatz des Stephansdoms und beginnt auf einem Platz in Wien zu singen. Vor ihm liegt sein Gitarrenkoffer, um Spenden für die Zugfahrt nach Hause zu sammeln. Im Gegensatz zur Studioaufnahme wird das Video während eines Mundharmonika-Teils zwei Mal mit dem Satz „Steirerbluat is koa Nudlsuppn“ unterlegt (eine Variante des geflügelten Wortes „Steirerblut ist kein Himbeersaft“; das Wort „Nudlsuppn“ verweist auf die steirische Redewendung „i bin nit auf da Nudlsuppn dahergschwommen“ in der Bedeutung „ich bin nicht von gestern, du kannst mich nicht betrügen“).
Das Ende des Videos symbolisiert die Heimfahrt nach Fürstenfeld: es zeigt die Mitglieder der Gruppe beim Betreten des Wiener Südbahnhofs, von dem seinerzeit die Züge in Richtung Steiermark abfuhren, und zuletzt an den Fenstern eines ÖBB-Zugs mit den damals typischen Schlierenwagen.

## Weitere Veröffentlichungen
Das Lied erschien außerdem auf folgenden Alben:
- Auf Tour; 1988
- Gö, du bleibst …; 1989
- Die größten Hits aus 15 Jahren; 1996
- Master Series; 1998
- STS & Band LIVE; 2000
- Best Of; 2002
- STS 3CD; 2009
- Das Beste von STS; 2010
- Die größten Hits aus über 30 Jahren Bandgeschichte; 2011

## Sonstiges
- Das Lied war mehr scherzhaft als ernst gemeint, wurde jedoch von vielen sehr ernst genommen und wurde sogar zu einer Art Hymne für Heimkehrer und Fürstenfelder.[8]
- Auf der Single ist auch das Lied Manchesmal enthalten.
- Insgesamt verkaufte sich Fürstenfeld 140.000 Mal.[9]

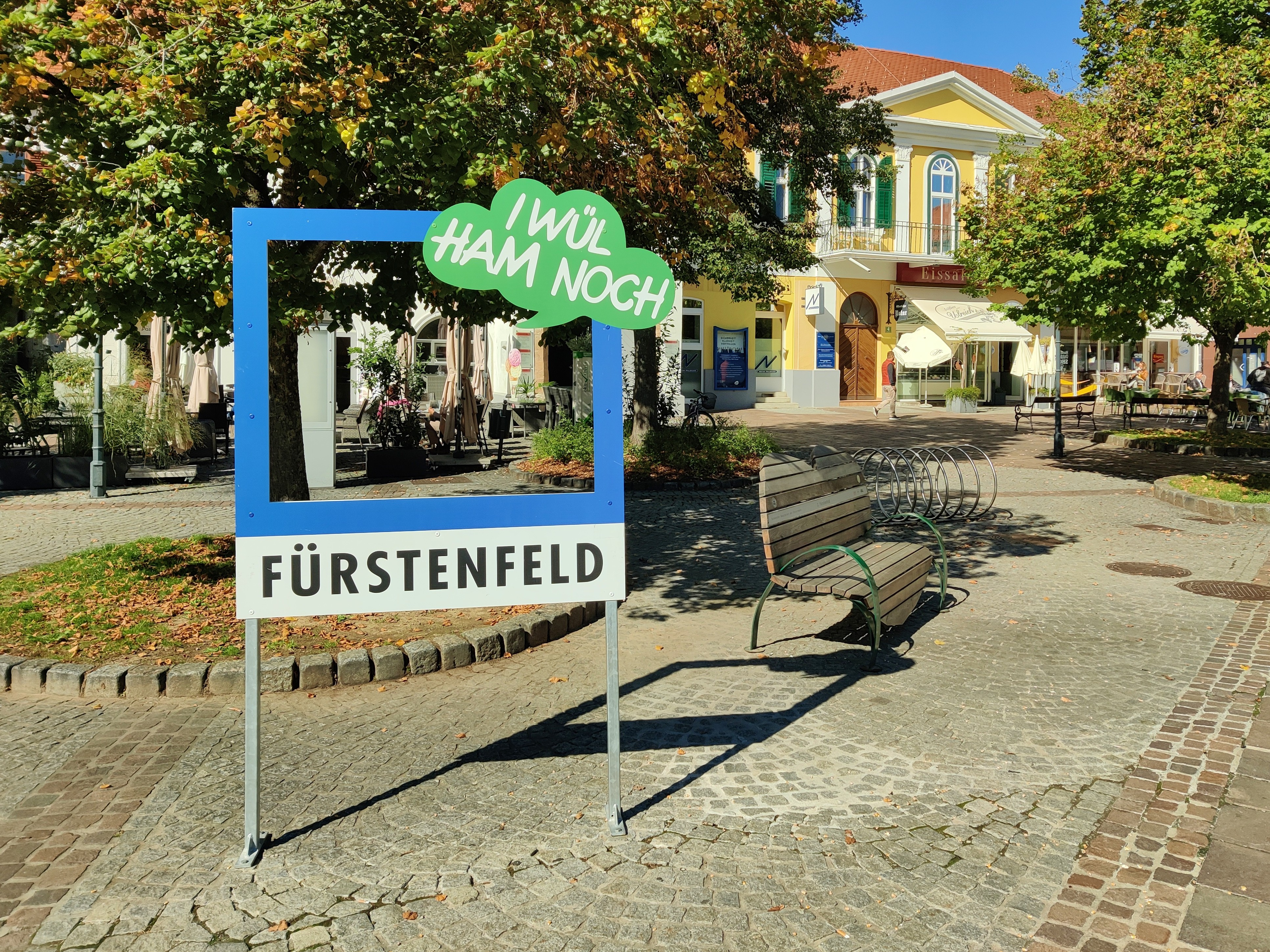
Fotorahmen in Fürstenfeld

- Über einem Bilderrahmen für Fotoaufnahmen in Fürstenfeld befindet sich eine Sprechblase mit dem Text „I wül ham noch Fürstenfeld“.[10]
- Das Lied enthält auch eine Anspielung auf das frühere Lied Da kummt die Sunn der Gruppe.
- Es war auch ein Teil des Austropop in den 1980er Jahren und löste eine Art scherzhafte Konkurrenzsituation zwischen Wien und der Steiermark aus.
- Der Berner Mundart-Sänger Trauffer veröffentlichte auf dem Album Dr Heimat z’lieb eine berndeutsche Version mit dem Titel I wott wider hei (Oberland).
- Bei einigen Coverversionen, z. B. denen von VoXXclub und Peter Wackel wird das A cappella Intro abgekürzt und bereits nach der ersten Hälfte (Und der Steffl der schaut owi auf den oarmen Steirerbuam) mit dem Refrain begonnen.
- Der Erzgebirgssänger Thomas Unger brachte seine Version des Liedes mit dem Titel "Beierfeld" heraus. Der Text wird dabei in erzgebirgischer Mundart gesungen.[11]